# هانز کرون
هانز کرون (انگلیسی: Hans Croon; ۲۵ مهٔ ۱۹۳۶ – ۵ فوریهٔ ۱۹۸۵) مربی فوتبال اهل پادشاهی هلند بود.